# Федорівка (Вільхуватська сільська громада)
Федорівка — селище в Україні, у Вільхуватській сільській громаді Куп'янського району Харківської області. Населення становить 705 осіб. До 2020 орган місцевого самоврядування — Федорівська сільська рада.

## Географія
Селище Федорівка знаходиться за 2 км від річки Великий Бурлук, біля її витоків, по селищу протікає Балка Мокра на якій зроблені загати. За 3 км від селища проходить автомобільна дорога Т 2104 та за 4 км залізнична станція — Розорене. Навколо селища невеликий лісовий масив (клен).

## Історія
1900 — дата заснування.
12 червня 2020 року, відповідно до Розпорядження Кабінету Міністрів України № 725-р «Про визначення адміністративних центрів та затвердження територій територіальних громад Харківської області», увійшло до складу Вільхуватської сільської громади.
19 липня 2020 року, в результаті адміністративно - територіальної реформи та ліквідації Великобурлуцького району, селище увійшло до складу Куп'янського району Харківської області

## Економіка
- В селищі є молочно-товарна і свино-товарна ферми.
- Акціонерне товариство «ФЕДОРІВКА».

## Об'єкти соціальної сфери
- Школа.
- Спортивний майданчик.
- Будинок культури.